# Zagorje (Kršan)
Zagorje is een plaats in de gemeente Kršan in de Kroatische provincie Istrië. De plaats telt 119 inwoners (2001).